# Александар Ранковић
Александар Ранковић (Дражевац, код Обреновца, 28. новембар 1909 — Дубровник, 19. август 1983), познат под надимком Лека и партијским именом Марко, био је југословенски комунистички револуционар, учесник Народноослободилачке борбе, друштвено-политички радник СФР Југославије и СР Србије, јунак социјалистичког рада, народни херој Југославије и потпредседник СФР Југославије.
Као дечак почео је да изучава абаџијски занат, а 1924. је постао члан синдиката. Године 1927. постао је члан илегалног Савеза комунистичке омладине (СКОЈ) и секретар Месног комитета СКОЈ-а за Београд, а наредне 1928. члан Комунистичке партије (КПЈ) и секретар Покрајинског комитета СКОЈ-а за Србију. Након увођења Шестојануарске диктатуре, 1929. ухапшен је и осуђен на шест година затвора, које је издржао у затворима у Сремској Митровици и Лепоглави. Након робије и одслуженог војног рока, вратио се у Београд и радио на обнови партијских и синдикалних организација. Након доласка новог генералног секретара КПЈ Јосипа Броза Тита у земљу, 1937. био је изабран за секретара Покрајинског комитета КПЈ за Србију, а јуна 1938. за члана Централног комитета КПЈ. Јануара 1940. прешао је у илегалност и добио надимак Марко, а октобра исте године на Петој земаљској конференцији изабран је за члана Политбироа ЦК КПЈ.
Априлски рат и окупација Југославије затекли су га у Загребу, након чега је дошао у Београд, где је радио на консолидацији партијских организација. Био је учесник историјских седница ЦК КПЈ од 22. и 27. јуна и 4. јула 1941. године. У току јула активно је радио на организовању акција и саботажа у Београду, али је био ухапшен од Гестапоа. Услед последица мучења, био је пребачен у болницу, одакле је 29. јула 1941. ослобођен у акцији београдских илегалаца. Септембра 1941, заједно са ЦК КПЈ и Главним штабом, прешао је на ослобођену територију западне Србије. Учествовао је на саветовању у Столицама, а затим боравио у ослобођеном Ужицу. Након Прве непријатељске офанзиве, учествовао је у повлачењу у Санџак, а потом у источну Босну.
Као члан Политбироа ЦК КПЈ, Врховног штаба НОВ и ПОЈ и један од најближих Титових сарадника учествовао је у доношењу свих најважнијих одлука у току Народноослободилачког рата. Маја 1944. било му је поверено формирање Одељења за заштиту народа (ОЗН), које је представљало партизанску обавештајну службу и које је након рата прерасло у Управу државне безбедности (УДБ). Био је већник АВНОЈ-а, први потпредседник АСНОС-а, посланик Привремене народне скупштине и Уставотворне скупштине. Од 1945. до 1946. био је начелник персоналног оделења ЈА, од 1946. до 1953. био је министар унутрашњих послова ФНРЈ, од 1948. до 1963. потпредседник Владе ФНРЈ и Савезног извршног већа (СИВ) и од 1963. до 1966. потпредседник СФРЈ. На Петом, Шестом, Седмом и Осмом конгресу СКЈ биран је за члана Политбироа ЦК КПЈ, односно Извршног комитета ЦК СКЈ. На месту генералног секретара Социјалистичког савеза радног народа Југославије (ССРНЈ) налазио се од 1960. до 1963. године. Од 1951. до 1966. био је председник Савеза бораца Југославије (СУБНОР).
Под оптужбама за бирократско-догматско супротстављање развитку социјалистичког самоуправљања, вођење политике националне неравноправности и злоупотребу својих позиција у служби безбедности, на Четвртом пленуму ЦК СКЈ, одржаном јула 1966. на Брионима смењен је са свих функција и пензионисан, а потом и искључен из Савеза комуниста. Након смене, повукао се из јавног живота и живео повучено до смрти, августа 1983. године. Његовој сахрани, у Алеји народних хероја на Новом гробљу у Београду, присуствовало је приближно 100.000 људи, што је представљало својеврсни протест и неслагање са тада актуелном политиком. Носилац је Партизанске споменице 1941. и одликован је бројним југословенским одликовањима, међу којима и Орденом народног хероја и Орденом јунака социјалистичког рада.

## Биографија
Александар Ранковић рођен је 28. новембра 1909. године у селу Дражевцу, код Обреновца, где постоји његова родна кућа. Потицао је из сиромашне земљорадничке породице и био најстарије дете у породици Миливоја и Даринке, који су поред њега имали ћерку Катарину и сина Драгомира Драгана. Отац Миливоје артиљеријски поднаредник српске војске, исцрпљен ратним напорима, разболео се од туберкулозе и умро 1920, па је бригу о породици преузела мајка, уз помоћ девера Љубивоја. Четворогодишњу основну школу Александар је завршио у родном селу, а 1922, са свега тринаест година, пошао је као и многи други сиромашни дечаци из његовог краја на изучавање кројачког (абаџијског) заната. Радња у којој је учио занат налазила се у Сарајевској улици у Београду, а власници су били Јован Поповић и Петар Стајковић.
Тешки услови шегртског живота, утицали су на њега да се рано определи за раднички покрет. У радњи где је учио занат, радили су неки радници који су били симпатизери тада већ илегалне Комунистичке партије Југославије (КПЈ), па је преко њих дошао у додир са забрањеним политичким брошурама и публикацијама, које је кришом читао. Године 1924, као петнаестогодишњи младић, постао је члан Савеза радничке омладине, две године касније секретар Секције абаџијских радника у Независним синдикатима, а 1927. члан Извршног одбора Секције кројачких и абаџијских радника. Исте године примљен је у чланство тада илегалног Савеза комунистичке омладине Југославије (СКОЈ), а убрзо након тога постао је секретар Месног комитета СКОЈ-а за Београд.

### Партијски рад и робија
Почетком 1928, са непуних деветнаест година, примљен је у чланство илегалне Комунистичке партије Југославије (КПЈ) и постављен за секретара Покрајинског комитета СКОЈ-а за Србију. Политичку делатност развијао је међу радничком, школском и студентском омладином, као и у Спортском друштву Радник и Културно-уметничком друштву Абрашевић. Почетком септембра 1928. био је организатор великог митинга на Звездари, поводом Међународног дана борбе против милитаризма и рата, а потом демонстрација радничке омладине у центру Београда. Након ових скупова је ухапшен и у београдском затвору „Главњача”, саслушаван и тучен од стране полицијског агента Ђорђа Космајца. Током саслушања добро се држао и полицији није открио своју партијску функцију, па је био само протеран у родно место. Новембра исте године, поново је ухапшен, заједно са још десет омладинаца и осуђен на десет дана затвора и опет протеран у родно место. Заједно са Ранковићем, тада је ухапшен и његов друг Светислав Стефановић, трговачки помоћник из Кучева, који је након рата био његов дугогодишњи заменик у службама безбедности.
Увођење Шестојануарске диктатуре 1929. није зауставило његову партијско-револуционарну активност. Као руководилац Покрајинског комитета СКОЈ-а, радио је на растурању Прогласа радницима, сељацима, сиромашним грађанима и војницима Србије по Београду и Земуну, као и на припреми Прогласа радном народу града и села Југославије. У време када су ови леци штампани у илегалној партијској штампарији, полиција је успела да ухапси једног од сарадника, који је под батинама одао остале активисте, међу којима и Ранковића. Након неколико дана скривања, полиција је успела да га ухапси 20. јануара 1929. године. Као већ познати комунистички активиста, током истраге у „Главњачи”, подвргнут је полицијској тортури, током које је од стране агената Космајца и Вујковића мучен најсвирепијим методама. Упркос томе, није одао никога од својих сарадника, чиме је организацију Савеза комунистичке омладине у Србији сачувао од даљих провала.
Заједно са још десеторо лица, маја 1929. изведен је пред Државни суд за заштиту државе, који га је након три дана суђења осудио на шест година робије. Током суђења, Ранковић и други оптужени су одбили наводе тужилаштва, али су признали да су по убеђењу комунисти. Приликом суђења, Ранковић је скинуо одело како би показао ране настале услед полицијске тортуре, али је судски вештак одбацио његове тврдње, наводећи да се ради о туберкулози коже. На суђењу, које је било први процес некој комунистичкој групи, након увођења диктатуре, поред Ранковића осуђено је још петоро лица, док је петоро ослобођено услед недостатка доказа. Издржавање затворске казне, започео је 25. маја 1929. у затвору у Сремској Митровици, где је најпре два месеца провео у самици. Иако је очекивао да ће бити смештен заједно са осталим политичким затвореницима-комунистима, међу којима су били Моша Пијаде и Родољуб Чолаковић, био је распоређен са осталим затвореницима. Након годину дана, број политичких затвореника се нагло повећао, па је дошао у контакт са њима. Тада је почела његова затворска политичка делатност — читао је дела из марксизма и лењинизма и тако употпунио своје идеолошко образовање, Био је члан Казнионичког комитета КПЈ и учествовао у борби политичких затвореника за боље услове живота у затвору, а октобра 1933, заједно са групом политичких затвореника, учествовао је у штрајку глађу. Као један од организатора овог штрајка, у пролеће 1934. премештен је у затвор у Лепоглави, где је такође учествовао у борби политичких затвореника за боље услове робијања, због чега је кажњен са три месеца самице. Током боравка у затвору, до 11. марта 1935. године, укупно је 12 пута дисциплински кажњаван.

### Револуционарни рад
Након изласка са робије, марта 1935. Ранковић је протеран у родно место, а убрзо након тога, у мају исте године, отишао је у Скопље на одслужење војног рока. Пре одласка у војску, Ранковић се упознао са Анђелијом Анђом Јовановић, рођеном сестром револуционара Исе Јовановића, која је као активисткиња организације „Црвена помоћ” радила на сакупљању материјалне помоћи за ухапшене револуционаре и њихове породице. Посебно је водила бригу о мајкама и женама ухапшених другова, које је често обилазила, па је тако упознала и Ранковићеву мајку Даринку. Убрзо по упознавању, они су се венчали у Вршцу, где су кратко живели. Јануара 1937, Ранковић је са супругом дошао у Београд, где се поново партијски активирао и започео рад на формирању Месног комитета КПЈ за Београд, јер су претходна руководства, била похапшена у полицијским провалама у партијску организацију током 1935. и 1936. године. Почетак његове политичке активности, након робије, поклопио се са доласком Јосипа Броза Тита на чело КПЈ, средином 1937. године. На предлог Милована Ђиласа, који је тада био значајна личност Комунистичке партије у Србији, Јосип Броз је Ранковића изабрао за секретара Покрајинског комитета КПЈ за Србију, који је ову дужност обављао све до 1941. године. Када је маја 1938. Тито формирао привремено руководство КПЈ, Ранковић је постао његов члан. Тада је формиран ужи круг Титових сарадника, који су чинили — Милован Ђилас, Едвард Кардељ и Александар Ранковић.
Тито је у јесен 1938. од Коминтерне добио сагласност да образује нови Централни комитет, а након његовог повратка у Југославију, у Бохињској Бистрици је 15. марта 1939, одржано партијско заседање на коме је конституисан нови и званични Централни комитет КПЈ на челу са Титом. Почетком јуна исте године, Ранковић је учествовао на земаљском саветовању водећег кадра КПЈ одржаном у подножју Шмарне горе, у селу Тацену, код Љубљане, на коме је заједно са Францом Лескошеком поднео реферат о проблемима синдикалног рада. Крајем маја 1940, заједно са Ђиласом, Ранковић је у Београду организовао Пету покрајинску конференцију КПЈ за Србију, којој су присуствовало 33 делегата. У току Конференције, Ранковић је поднео организациони извештај, а Ђилас реферат о политичкој ситуацији, након чега је изабран нови Покрајински комитет, чији је секретар био Ранковић, а међу члановима — Милован Ђилас, Спасенија Цана Бабовић, Мома Марковић, Ђуро Стругар, Милош Матијевић, Вукица Митровић и др. Крајем октобра 1940. у Дубрави, код Загреба, присуствовао је Петој земаљској конференцији КПЈ на којој је поднео веома опширан реферат о синдикалном раду, у коме је говорио о коришћењу синдиката у политичкој борби. На крају Конференције донета је Резолуција којом су постављени задаци партије и извршен избор Политбироа и Централног комитета. Ранковић је тада изабран за члана Политбироа ЦК КПЈ, у коме су се поред Јосипа Броза Тита, као генералног секретара, налазили још — Милован Ђилас, Едвард Кардељ, Раде Кончар, Франц Лескошек и Иван Милутиновић.
Још од јануара 1939. Ђилас и Ранковић живели су илегално у Београду, а почетком јануара 1940. Управа града Београда расписала је потерницу за 14 комуниста, међу којима је био и Ранковић. Тада је у илегалности добио партијско име Марко, које му је заменило дотадашњи надимак Лека. Како се у Београду налазио на потерници, од средине 1940. Ранковић је доста времена боравио у Загребу, где је било седиште руководства КПЈ. Јануара 1941, након забране Уједињених радничких синдиката, на предлог Јосипа Броза Тита, Политбиро ЦК КПЈ донео је одлуку да Ранковић пређе на рад у Политбиро и помогне у раду Централном комитету КП Хрватске, а да Раде Кончар пређе у Београд и помогне у раду Покрајинском комитету КПЈ за Србију. Одласком Ранковића у Загреб, вршилац дужности секретера ПК КПЈ за Србију постала је Спасенија Цана Бабовић, а ова промена извршена је из разлога безбедности, пошто су Ранковић и Кончар били довољно познати полицији у местима у којима су радили. Током јануара и фебруара 1941. учествовао је у Загребу на идеолошком курсу који је водио Едвард Кардељ, а поред њега, курс су од чланова Политбироа похађали Раде Кончар и Франц Лескошек, као и по два члана из сваког покрајинског комитета.

### Почетак рата и хапшење у Београду
Бурни мартовски догађаји, као и напад Сила Осовине на Краљевину Југославију, априла 1941. Ранковића су затекли у Загребу, где је 8. и 10. априла, на дан уласка немачких јединица у град и проглашења усташке Независне Државе Хрватске, учествовао на заједничким седницама ЦК КП Југославије и ЦК КП Хрватске, на којима је одлучено да КПЈ настави борбу против окупатора и био формиран Војни комитет. Са задатком да окупи и организује чланове Покрајинског комитета КПЈ за Србију, Ранковић је 17. априла прешао у Београд, где је заједно са Иваном Милутиновићем, Сретеном Жујовићем, Благојем Нешковићем и Цаном Бабовић радио на консолидацији партијских организација у новонасталој ситуацији, а почетком маја 1941. у Београду му се придружио и Јосип Броз Тито. Након вести о нападу Немачке на Совјетски Савез, 22. јуна 1941. Ранковић је присуствовао седници ЦК КПЈ на којој је донета одлука да се што хитније крене са акцијама против окупатора. Пет дана касније, 27. јуна присуствовао је седници ЦК КПЈ на којој је формиран Главни штаб НОП одреда Југославије, а чији је постао члан. У вили Владислава Рибникара на Дедињу, заједно са Јосипом Брозом Титом, Ивом Лолом Рибаром, Милованом Ђиласом, Сретеном Жујовићем и Светозаром Вукмановићем, 4. јула 1941. учествовао је на седници Политбироа ЦК КПЈ на којој је донета одлука да се са саботажа и диверзија пређе на општи народни устанак и да партизански рат буде основна форма његовог развијања. Истог дана одржан је састанак Покрајинског комитета за Србију на коме је формиран Штаб НОП одреда Србије, на челу са Сретеном Жујовићем и Секретаријат Покрајинског комитета, у саставу — Благоје Нешковић, Цана Бабовић и Ранковић, док су остали чланови послати на терен.
У току јула 1941, београдски илегалци (чланови и симпатизери СКОЈ и КПЈ), почели су са извођењем мањих и већих саботажа и диверзија против окупатора. Подстакнут добрим успехом ових акција, Ранковић је почео са планирањем диверзије на београдску радио-станицу у Макишу. Заједно са двојицом илегалаца, радио је извођењу ове акције, али је у току припрема, Гестапо ухапсио једног од илегалаца, који је током истраге открио Ранковића. Агенти Гестапоа су сутрадан 27. јула Ранковићу поставили заседу у коју је упао приликом одласка на заказани састанак са Лолом Рибаром. Након хапшења, одведен је у затвор Гестапоа, а како су код њега пронађени концепти прогласа Централног и Месног комитета, агенти су претпостављали да су ухватили значајну личност комунистичког покрета. Приликом саслушавања, пошто је Ранковић ћутао и одбијао да одговара на питања, један од иследника га је ударио пендреком по темену, након чега се онесвестио. Потом је био пренет у затворско одељење Очне болнице у Видинској улици. Након добијања вести о Ранковићевом хапшењу, Јосип Броз Тито је Месном комитету КПЈ за Београд наредио да организује његово ослобађање, а план акције поверен је Цани Бабовић и Ђури Стругару. Још пре његовог хапшења, београдски илегалци планирали су ослобађање три ухапшенице из ове болнице, па су већ имали припремљену везу са људима из болнице, што је у многоме убрзало планирање акције. Били су и обавештени да агенти Гестапоа врше притисак на лекаре да Ранковића што пре пусте, како би наставили са ислеђивањем и да је испред његове собе постављена стража. Ударна група од око 60 београдских илегалаца, предвођена Цаном Бабовић, Ђуром Стругаром, Милошем Матијевићем и Вукицом Митровић, успела је 29. јула 1941. да блокира болницу, након чега је Ударна група од 5 илегалаца ушла у болницу и ослободила Ранковића. Након бекства, Ранковић је одведен у један стан у центру града, а потом је у пратњи илегалца Милића Ракића отишао на периферију Београда, где је боравио у дубокој илегалности. У кући на крају Кумодрашке улице, где је боравио Иван Милутиновић са супругом, Ранковић је живео све до одласка у партизане, половином септембра 1941. године. Везу са ЦК КПЈ и Главним штабом одржавао је преко курирке Гроздане Белић Зине, а углавном је био ангажован на разрађивању смерница за ширење устанка и стварање нове револуционарне власти.

### На слободној територији западне Србије
Развој устанка у Србији и стварање слободне територије у западној Србији, у току лета 1941, условио је излазак на терен чланова Главног штаба, како би преузели непосредно руковођење партизанским јединицама. Најпре је 16. септембра 1941. Београд напустио Јосип Броз Тито, а два дана касније то су учинили Иван Милутиновић, Лола Рибар и Ранковић. Они су најпре пешке дошли до Посавског партизанског одреда, а одатле коњима до ослобођеног Крупња. Пре одласка на слободну територију, Ранковић је 11. септембра дужност секретара Покрајинског комитета КПЈ за Србију предао Благоју Нешковићу, који је остао у Београду. Тито је у Крупањ, дошао 22. септембра, након што се претходно у Струганику састао са пуковником Драгољубом Михаиловићем, командантом Војночетничких одреда. Убрзо по Титовом доласку, у Столицама је 26. септембра 1941. организовано војно-политичко саветовање, коме су присуствовали представници војних и партијских руководстава из других делова Југославије и на коме су анализирана дотадашња искуства и размотрена питања даље ослободилачке борбе.
Неколико дана након сусрета Тито—Михаиловић, договорено је да дође до нових контаката између партизанског и четничког руководства, па су у Штаб Драже Михаиловића на Равну гору отишли Милош Минић и Ранковић са задатком да постигну коначни договор о сарадњи са четницима. Договор није постигнут, али је Дража на Ранковићево инсистирање ослободио дванаест партизана, које су четници претходно заробили. После преговора, Ранковић је отишао у ослобођено Ужице, а нове преговоре са четницима имао је половином новембра 1941. у Чачку, након четничког напада на Ужице и партизанске офанзиве на Равну гору. Заједно са Петром Стамболићем и Лолом Рибаром, Ранковић је са четницима постигао споразум о прекиду сукоба и враћању обе војске на почетне положаје. Након преговора са Михаиловићем, Ранковић је отишао у Ужице, које је ослобођено 24. септембра, где се поред рада на организационим питањима у КПЈ, бавио и питањима безбедности. На овом послу активно је сарађивао са студентом Слободаном Пенезићем Крцуном, који се налазио на челу Одбора за борбу против пете колоне, чији је задатак био рад на откривању шпијуна и агената, убациваних на слободну територију са циљем да делују у позадини партизанских одреда и врше диверзије у ослобођеном граду. Неколико дана пре пада Ужица, 22. новембра 1941. у партизанској фабрици оружја дошло је до експлозије у којој је страдало преко 150 радника, за коју се претпостављало да је добро припремљена непријатељска диверзија. Поред борбе са стварном петом колоном, Одбор под Крцуновом командом, хапсио је и убијао људе који су сматрани петоколонашима и шпијунима, без ваљаних доказа, а најпознатији међу њима били су ужички сликар Михаило Миловановић и новинар и бивши функционер КПЈ Живојин Павловић, који су оптужени да су агенти страних обавештајних служби. Павловића, званог „Жика Ждребе”, комунисти су сматрали за издајника, јер је по напуштању КПЈ, након смењивања Милана Горкића, постао новинар владиног Прес-бироа и написао брошуру Биланс совјетског термидора. У испитивању и мучењу Павловића, од кога су желели да добију информације о томе како је постао новинар Прес-бироа и кога је од другова одао полицији, учествовао је поред Крцуна и Ранковић.
Након пада Ужица, 29. новембра 1941. Ранковић се повлачио са Моравичким батаљоном Ужичког одреда, који је био задужен за обезбеђење Врховног штаба и са њим је учествовао у борбама на Златибору. Потом је са овим батаљоном отишао у Радоињу, где је организовао прихват партизанских бораца, који су се повлачили из западне Србије и Шумадије, а на овом послу помагали су му Лола Рибар и Милован Ђилас. Тада је било предлога да се Ђилас или Ранковић врате у западну Србију, ради сређивања стања у одредима и организацијама на терену, али се због новонастале ситуације од овога одустало. Крајем децембра 1941. Ранковић је заједно са Титом и осталим члановима Врховног штаба прешао у источну Босну.

### Ратни пут од Фоче до Бихаћа
Преласком у источну Босну, Ранковић је заједно са Јосипом Брозом Титом и Врховним штабом, накратко боравио у Рудом, где је 21. децембра 1941. формирана Прва пролетерска ударна бригада, а потом је заједно са овом бригадом и Врховним штабом, до краја јануара 1942, боравио на подручју Романије. У овом периоду, Ранковић се заједно са Титом бавио организационим питањима и успостављањем везе са Покрајинским комитетом КПЈ за Србију. Тада је договорено да се формира посебни Организациони секретаријат ЦК КПЈ за неослобођене крајеве, који су сачињавали Едвард Кардељ и Иво Лола Рибар. Након ослобођења Фоче, крајем јануара 1942, Врховни штаб је прешао у овај градић, који је постао нови центар ослобођене територије у Југославији. Током боравка у Фочи, Ранковић се бавио организационим питањима у партијским организацијама и новоформираним партизанским бригадама (Прва и Друга пролетерска) и одржавао везу са покрајинским комитетима. Поред овога, радио је и на успостављању обавештајно-безбедносних органа у партизанском покрету, када је при Врховном штабу формиран посебан одсек на чијем се челу налазио. У пролеће 1942. отпочела је непријатељска офанзива у источној Босни, током које је почетком маја изгубљена слободна територија, а партизанске снаге су се морале повући у Црну Гору. Потом је почела снажна италијанско-четничка офанзива на партизанске снаге у Црној Гори, Санџаку и Херцеговини. Ранковић је тада као члан Врховног штаба, боравио у селу Недајно, одакле је вршио координацију дејства партизанских снага у северној Црној Гори, Санџаку и северно од Таре, укључујући и Другу пролетерску бригаду.
Под притиском италијанско-четничких снага, главнина партизанских снага се почетком јуна 1942. нашла на тромеђи источне Босне, Херцеговине и Црне Горе, где је Врховни штаб извршио реорганизацију јединица и формирао Трећу, Четврту и Пету пролетерску бригаду. Услед неодрживог стања, ЦК КПЈ је 19. јуна 1942. донео одлуку о походу пролетерских бригада у западну Босну, где се тада налазила слободна територија под контролом партизана. У овом тешком периоду, у борбама против четника, код Гацког, погинула је Ранковићева супруга Анђа Ранковић (1909—1942), која је била заменик политичког комесара у Другој пролетерској бригади. Вест о смрти супруге, Ранковићу, који се тада налазио у Шћепан Пољу, јавио је писмом Милован Ђилас. Био је ово његов други губитак од почетка рата, јер су му претходно 1941. четници у Обреновцу стрељали млађег брата Драгомира.
Током марша у Босанску крајину, у периоду јун—август 1942. партизанске снаге, под непосредном командом Врховног штаба, вршиле су нападе на непријатељске гарнизоне у Коњицу, Бугојну, Прозору, Ливну и Купресу. За време марша, Ранковић се поред сталног рада на организационим и кадровским питањима, бринуо о архиви ЦК КПЈ и Врховног штаба. Током боравка у Млиништу, код Мркоњић Града и Оштрељу, код Босанског Петровца, Ранковић је са Сретеном Жујовићем, који је кооптиран у Политбиро ЦК КПЈ, бавио разним партијским и организационим питањима. Након ослобођења Бихаћа, који је постао нови центар слободне територије, у њему је крајем новембра 1942. организовано Прво заседање Антифашистичког већа народног ослобођења (АВНОЈ). Као организациони секретар ЦК КПЈ, Ранковић је учествовао и на Првом конгресу Антифашистичког фронта жена (АФЖ) у Босанском Петровцу и Првом антифашистичком конгресу омладине Југославије у Бихаћу. Поред сталног рада на кадровским и организационим питањима, током боравка у Бихаћу, бавио се и пропагандним радом, надгледајући штампање летака, брошура и прогласа и њихово растурање по јединицама.

### Ратни пут од Бихаћа до Виса
Јануара 1943. удружене окупаторско-квислиншке снаге покренуле су велику офанзиву на слободну партизанску територију. Под налетом јаких непријатељских снага, главнина партизанских снага се под борбом, заједно са избеглицама и рањеницима, повлачила ка Херцеговини, где се крајем фебруара и почетком марта 1943. одиграла битка на Неретви. У току ове операције, познате као Четврта непријатељска офанзива, Ранковић се кретао заједно са Титом и Врховним штабом и радио на организационо-кадровским питањима. Средином фебруара, боравио је у Ливну, где је радио на организацији покрета Централне болнице са око 2.400 рањеника и болесника према Прозору. Упркос офанзиви, одржавао је сталну везу са партијским организацијама и бавио се питањима њиховог организационог рада, као и рада на терену. Био је и задужен за безбедност чланова Извршног одбора АВНОЈ-а, као и разним пословима у позадини. Након офанзиве, од краја марта до почетка маја 1943, заједно са Титом, боравио је у околини Фоче.
Врховни штаб НОВ и ПОЈ планирао је да се из правца Фоче са главнином снага пребаци ка јужној Србији, али је ове планове омео почетак нове окупаторско-квислиншке офанзиве, познате као Пета непријатељска офанзива или битка на Сутјесци. Од половине маја до половине јуна 1943. партизанске снаге водиле су у рејону реке Сутјеске огорчене борбе против надмоћнијих непријатељских снага. Као и раније, Ранковић се и у току ове офанзиве бринуо о разним организационим питањима, као и о безбедности прве савезничке војне мисије која је дошла у НОВ и ПОЈ. Након Титовог рањавања на Озрену 9. јуна 1943, неколико наредних дана руководио је Врховним штабом. После офанзиве, Ранковић је у пратњи рањеног Тита, из рејона Пала дошао у ослобођено Јајце, у коме су боравили од краја августа 1943. до почетка јануара 1944. године. За то време Јајце је било центар ослобођене територије и у њему је 29. новембра 1943. одржано Друго заседање АВНОЈ-а, на коме је Ранковић учествовао као већник и говорио у име ЦК КП Југославије, а потом био изабран за члана Председништва АВНОЈ-а. Капитулација Италије, септембра 1943. значајно је утицала на развој и јачање Народноослободилачке борбе, па је Ранковић као организациони секретар ЦК КПЈ посветио велику пажњу партијским питањима — примао је све извештаје који су од покрајинских комитета и политичких комесара дивизија и корпуса НОВЈ стизали у Централни комитет. Такође, и овде се као и раније бавио питањима обавештајног рада.
Почетком јануара 1944. Врховни штаб је из Јајца прешао у Дрвар, који је постао нови центар слободне територије. Развој ратне ситуације, као и јачање Народноослободилачког покрета, посебно након савезничког признавања и помоћи крајем 1943, захтевао је од Ранковића као организационог секретара ЦК КПЈ још већи ангажман на организационо-кадровским питањима у партијским организацијама и партизанским јединицама. Био је упућен у скоро сва дешавања — од рада партијских организација до школовања партизанских тенкиста код британске војске у Египту и Италији и стварања савезничке базе у Барију за допремање помоћи партизанима. Крајем априла 1944. учествовао је на седници ЦК КПЈ на којој је руководство КП Хрватске критиковано због одређених слабости и идејно-политичког застрањивања појединих руководилаца. Тада је дошло до оштрих размимоилажења између Ранковића и Андрије Хебранга, политичког секретара ЦК КПХ.
Немачки ваздушни десант на Дрвар, 25. маја 1944. Ранковића је затекао заједно са Титом и другим члановима Врховног штаба у дрварској пећини. Одмах по почетку бомбардовања, Ранковић је једног курира послао у Каменицу у Штаб Шесте личке дивизије, а другог у Шиповљане у Официрску школу, како би их известио о нападу. Заједно са Арсом Јовановићем и Сретеном Жујовићем, организовао је одбрану пећине уз помоћ бораца две чете Пратећег батаљона, којима су се потом прикључили слушаоци Официрске школе, а нешто касније и борци Треће личке ударне бригаде. Увиђајући да је даљи останак у пећини немогућ, Ранковић је осматрао којим се правцем може извршити евакуација. По његовим упутствима, Тито и други чланови Врховног штаба напустили су пећину и попели се на гребен Градина, одакле су кренули ка селу Потоци, где су се нашли са члановима савезничких војних мисија. Ранковић је тада отишао до железничке станице Потоци, одакле је успоставио везу са Штабовима Првог пролетерског, Петог босанског и Осмог далматинског корпуса. Након неколико дана проведених на Клековачи, Шатору и Виторогу, чланови Врховног штаба и савезничких војних мисија су 3. јуна 1944. са Купрешког поља совјетским авионом пребачени у Бари, где се налазила савезничка база. Одмах по доласку у Бари, Тито је Ранковића и групу официра НОВЈ упутио на Вис, како би тамо припремили долазак Врховног штаба и савезничких мисија.

### Формирање ОЗН и крај рата
Доласком Врховног штаба НОВ и ПОЈ на Вис, Ранковић се посветио раду на стварању партизанске тајне службе — Одељења за заштиту народа (ОЗН), која је формирана 13. маја 1944. у Дрвару. Како је почетком 1944, након Другог заседања АВНОЈ-а и савезничке конференције у Јалти, партизанском покрету била обезбеђена подршка Савезника, осетила се потреба за стварањем јединствене организације која би се бавила обавештајним и контраобавештајним радом на ослобођеној и неослобођеној територији, као и у партизанским јединицама. За начелника Озне Југославије постављен је Ранковић, а за његовог заменика Светислав Стефановић Ћећа. У раду на стварању службе помогли су им совјетски обавештајци Савели Буртаков и Арсени Тишков Тимофејев, који су били чланови совјетске војне мисије при НОВЈ, указујући им на систем рада совјетског Народног комесаријата унутрашњих послова (НКВД). ОЗН се састојала из четири одсека (касније су формирана још два) и имала је повереништва за сваку будућу федералну јединицу. Ранковић је лично бирао своје сараднике, па је су за начелнике одсека постављени — Максимилијан Баће, Павле Пекић, Јефто Шашић и Мијат Вулетић, а на челу покрајинских повереништава су се налазили — Иван Мачек (Словенија), Иван Стево Крајачић (Хрватска), Угљеша Даниловић (БиХ), Слободан Пенезић Крцун (Србија), Вељко Милатовић (Црна Гора) и Бане Андрејев (Македонија). Још пре формирања Озне, у Словенији и Хрватској су постојале обавештајне службе, па је Ранковић највећу пажњу посветио формирању Озне у другим деловима Југославије, а посебно у Србији, као и формирању њене оружане формације — Корпуса народне одбране Југославије (КНОЈ), на чијем се челу налазио Јован Вукотић.
Упоредо са радом на формирању Озне, Ранковић се бавио и партијским кадровским питањима. Крајем јуна 1944. на Вису су боравили руководиоци Покрајинског комитета КПЈ за Србију (Нешковић и Марковић), са којима је као бивши секретар Покрајинског комитета детаљно анализирао ситуацију на терену и стање у партијским организацијама. Иако је Ранковић, због одређених грешака, био веома критичан према својим друговима, на Титово инсистирање нико од њих није био партијски кажњен, а половином јула су пребачени на југ Србије, где су се прикључили Главном штабу НОВ и ПО Србије. Током боравка на Вису, догодили су се значајни догађаји који су одредили даљи ток Другог светског рата у Југославији — након савезничких притисака руководство Народноослободилачког покрета и краљевска Влада у избеглиштву постигли су споразум и међусобно признање. Током августа 1944. Тито је боравио у Италији, где се сусрео са савезничким руководиоцима и британским премијером Винстоном Черчилом. Недуго потом, Савезници су извршили притисак на краља Петра II да најпре смени Дражу Михаиловића са места начелника Врховне команде, а потом да припаднике Југословенске војске у отаџбини позове да приступе НОВЈ. Како се Црвена армија приближавала границама Југославије, Тито је крајем септембра 1944. отишао у Москву на консултације са Стаљином, док је Ранковић као заменик Врховног команданта остао на Вису са Врховним штабом. Половином октобра 1944. они су савезничким авионом пребачени у Ваљево, одакле су 19. октобра стигли у полуослобођени Београд. Ранковић се потом пребацио у Вршац, одакле је 25. октобра пратио Тита приликом његовог доласка у Београд.
Након доласка у ослобођени Београд, Ранковић се углавном бавио питањима рада Озне, као и кадровско-организационим питањима рада ЦК КПЈ. Посебно се интересовао за рад Покрајинског комитета КПЈ за Србију, његову организационо-кадровску политику, као и рад на организовању партијских курсева. Новембра 1944. учествовао је у организовању Велике антифашистичке скупштине народног ослобођења Србије (АСНОС), на којој је заједно са Станојем Симићем и Радованом Грујићем био изабран за потпредседника Председништва АСНОС-а, чији је председник био Синиша Станковић. Активно је радио на формирању Комунистичке партије Србије (КПС) чији је Оснивачки конгрес одржан од 8. до 12. маја 1945. на Коларчевом универзитету. Као водећи српски комуниста Ранковић је отворио Конгрес и налазио се у радном Председништву.
Крај рат обележиле су бројне вансудске ликвидације припадника квислиншко-окупационе управе, сарадника окупатора, као и лица која су била означена као „сарадници окупатора”. Хапшења, ислеђивања и ликвидације ових лица вршили су органи Озне, који су се ширили упоредо са ослобођењем земље. Процењује се да је у овом периоду, само у Србији убијено преко 14.000 људи. Приликом формирања, ОЗН се налазила у надлежности Националног комитета ослобођења Југославије (НКОЈ), односно његовог Повереништва за народну одбрану на чијем се челу налазио Јосип Броз Тито, а након формирања Привремене владе ДФЈ марта 1945. ОЗН је прешла у надлежност Министарства народне одбране, на чијем се челу такође налазио Тито. У том периоду био је први помоћник министра народне одбране и начелник персоналног оделења Југословенске армије.
Највећа одмазда победника над пораженим колаборационистичким снагама одиграла се крајем маја и почетком јуна 1945. у близини места Блајбург, на југословенско-аустријској граници, где је заробљено преко 20.000 припадника Хрватских оружаних снага (усташе и домобрани), Југословенске војске у отаџбини (четници), Словеначког домобранства (рупниковци), Српског ударног корпуса (недићевци и љотићевци) и др. Највећи број ових заробљеника ликвидиран је и потом сахрањен на тајним локацијама, док су преживели упућивани у заробљеничке логоре.

### Прве послератне године
На Трећем заседању АВНОЈ-а у Београду, августа 1945. Антифашистичко веће народног ослобођења претворено је у Привремену народну скупштину ДФ Југославије, а Ранковић је као члан Председништва АВНОЈ-а постао члан Председништва Привремене народне скупштине. Након избора за Уставотворну скупштину, одржаних 11. новембра 1945. постао је члан Председништва Уставотворне скупштине, која је 29. новембра прогласила Федеративну Народну Републику Југославију (ФНРЈ). Паралелно био у истом периоду начелник Персоналног оделења Југословенске армије. По проглашењу Устава ФНРЈ јануара 1946. постао је члан Президијума Народне скупштине ФНРЈ, а 1. фебруара и члан прве Владе ФНРЈ, у којој је био потпредседник и министар унутрашњих послова. На челу Владе налазио се Јосип Броз Тито, а потпредседници су поред Ранковића били Едвард Кардељ, Јаша Продановић и Благоје Нешковић. Функцију министра унутрашњих послова обављао је и у наредним Владама све до 14. јануара 1953. када је након уставне реформе уместо Владе формирано Савезно извршно веће (СИВ). Ранковић је тада задржао функцију потпредседника Савезног извршног већа (Владе), а функцију министра унутрашњих послова предао је свом блиском сараднику Светиславу Стефановићу Ћећи.
Као министар унутрашњих послова, у првим послератним годинама, Ранковић је највише времена посветио неутралисању заосталих оружаних група бивших припадника четничких, усташких, балистичких и других војних формација, које су називане „бандом”. Главни носиоци борбе против ових група били су припадници Одељења за заштиту народа (ОЗН) и Корпуса народне одбране Југославије (КНОЈ). Један од најважнијих задатака Озне у овом периоду била је операција хапшења Драже Михаиловића, бившег команданта Југословенске војске у отаџбини (ЈВуО), који је се након војног слома на Зеленгори, маја 1945, скривао по источној Босни. Хапшење Михаиловића представљао је важан задатак, како би се политички неутралисала прозападна опозиција, која је рачунала на евентуалну подршку западних Савезника Михаиловићу, као и на деморализацију преосталих четничких група на терену. Операцију хапшења водила је ОЗН за Србију, предвођена Слободаном Пенезићем Крцуном, а Ранковић је био упознат са свим детаљима акције. Заједно са Крцуном, учествовао је у придобијању за сарадњу ухапшеног команданта Горске гарде Николе Калабића, уз чију помоћ је и изведена акција Михаиловићевог хапшења. Вест о хапшењу Драже Михаиловића, Ранковић је саопштио јавности 24. марта 1946. на заседању Народне скупштине. Историчар Венцеслав Глишић је у разговору са Александром Ранковићем, вођеним 1974. на питање шта је било са Калабићем добио одговор да му је Удба променила име и послала га у Босну. Како је он наставио да пије и почео да се јавно хвали како је он Никола Калабић, премештен је у други крај Босне. Пошто је и тамо наставио по старом, био је убијен.
Након доношења Устава ФНРЈ, марта 1946. извршена је реорганизација ОЗН на цивилну Управу државне безбедности (УДБ) и војну Контраобавештајну службу (КОС). Централа Управе државне безбедности налазила при Министарству унутрашњих послова ФНРЈ, чији је министар био Ранковић, и њој су биле подређене управе државне безбедности при републичким министарствима унутрашњих послова. Иако номинални шеф државне безбедности, Ранковић је имао слабији утицај на словеначку и хрватску Удбу. Послератни период консолидације нове „народне власти”, обележио је рад органа Народне милиције, Удбе и Кноја на уништењу преосталих одметника, који су ометали нормално функционисање власти у забаченим деловима земље. Према подацима изнетим у Ранковићевом експозеу у Народној скупштини ФНРЈ — од 1. марта 1946. до 1. марта 1947. предало се 1.179, а убијено је или заробљено 3.467 одметника, док се на терену налазило још око 1.800 одметника. Поред борбе са одметницима, УДБ је пружала помоћ локалним властима приликом откупа пољопривредних производа. Сељаци који нису могли или хтели да испуне задате квоте у давању пољопривредних производа сматрани су за „кулаке” и били су хапшени, а само у НР Србији, због политике принудног откупа, у овом периоду, годишње је хапшено око 10.000 сељака. Како би се извршио смештај великог броја ухапшених, по разним основама, Ранковић се током 1946. ангажовао на изградњи Централног затвора у Београду.
Крајем маја 1946. Ранковић је заједно са Кочом Поповићем, Благојем Нешковићем и Борисом Кидричем, био део југословенске делегације која је предвођена Титом отпутовала у прву званичну посету Совјетском Савезу. Током посете Москви, делегација је водила разговоре са највишим државно-партијским руководиоцима СССР и имала сусрете са Вјачеславом Молотовим и Јосифом Стаљином, а Ранковић је имао прилику да упозна Лаврентија Берију, који се налазио на челу Народног комесаријата унутрашњих послова (НКВД). Дана 16. децембра 1947. унапређен је у чин генерал-пуковника и убрзо преведен у резерву да би се посветио политичкој каријери. Као министар унутрашњих послова Југославије, Ранковић је у периоду од 1946. до 1949. био ангажован на организовању безбедносних служби у региону, а посебно се ангажовао на помагању албанске службе безбедности, с обзиром да су се албанска Комунистичка партија и Народноослободилачка борба развијале под јаким утицајем Комунистичке партије Југославије. Такође, радио је на организовању пружања помоћи грчким партизанима, који су се борили у грађанском рату, као и у остваривању сарадње са бугарском и мађарском службом безбедности. На овим пословима остварио је плодну сарадњу са Коџом Дзодзеом, организационим секретаром ЦК КП Албаније и министром унутрашњих послова НР Албаније. Он је често долазио у Београд, у посету Ранковићу, који му је пружао помоћ у организовању албанске обавештајне службе, која је заједно са југословенском учествовала у пружању помоћи грчким партизанима. Добар однос Ранковић је имао и са Ласлом Рајком, министром унутрашњих послова НР Мађарске, са којим се такође често сусретао. Пословне, али и пријатељске, односе са Ранковићем, Кочи Џоџи и Ласло Рајк, након доношења Резолуције Информбироа и политичког сукоба између ФНРЈ и СССР 1948. платили су животима — Дзодзе је због „пројугословенских” ставова ухапшен децембра 1948. и потом заједно са групом сарадника осуђен на смрт јуна 1949, док је Рајк под оптужбом за „шпијунажу у корист Југославије” ухапшен марта 1949. и заједно са двојицом сарадника осуђен на смрт септембра исте године.

### Борба са Информбироом
Готово идилични државно-партијски односи између Совјетског Савеза и Југославије почели су да се нарушавају током 1947, а почетком 1948. дошло је до кулминације Стаљиновог нерасположења према Титу и појединим његовим самосталним одлукама, а непосредни повод за отворену критику из Москве била је одлука да се јединице Југословенске армије упуте у Албанију ради ојачања фронта против грчких монархистичких снага, које су биле једна од зараћених страна у Грчком грађанском рату. Због совјетске реакције, од ове идеје се одустало, а југословенска делегација која се фебруара 1948. налазила у Москви, оштро је критикована од Стаљина коме су сметале Титове амбиције да стварањем конфедерације овлада Бугарском и Албанијом, као и његово активно мешање у Грчки грађански рат. Након овога дошло је до отвореног сукоба између совјетског и југословенског руководства, односно ЦК СКП(б) и ЦК КПЈ. Као један од најближих Титових сарадника, Ранковић је уз Кардеља и Ђиласа од самог почетка био упознат са проблемима у односима са Совјетима. Кулминација лоших односа одиграла се 28. јуна 1948, када је на заседању Информбироа у Букурешту донета Резолуција о стању у КПЈ, у којој су изнете оштре критике на рачун југословенског руководства.
Недуго након доношења Резолуције Информбироа, јула 1948. одржан је у Београду Пети конгрес КПЈ на коме је након Титовог уводног излагања, Ранковић поднео Извештај о организационом раду. Након Конгреса, одржан је пленум ЦК КПЈ на коме је изабрано ново руководство КПЈ — Тито је био генерални секретар, а Ранковић је заједно са Едвардом Кардељем, Милованом Ђиласом, Мошом Пијаде, Францом Лескошеком, Борисом Кидричем и Благојем Нешковићем постао члан Политбироа ЦК КПЈ. У овим драматичним данима, Тито је доносио многе важне одлуке око којих се углавном консултовао са најужим сарадницима — Ђиласом, Кардељем и Ранковићем. Највећи терет борбе са Совјетским Савезом, односно Стаљином, пао је на Ранковића — као министар унутрашњих послова и шеф Удбе имао је задатак да се супротстави обавештајним акцијама совјетске тајне службе, а као партијски кадровик задатак да спречи совјетске присталице да преузму руководство над КП Југославије. Борбу против акција совјетске тајне службе на врбовању југословенских грађана, Ранковић је започео још пре сукоба са СССР. На почетку сукоба, када се још веровало да је он привремен, однос према совјетским присталицама био је доста блажи, али како је спољна опасност расла, однос према онима који су се изјашњавали за Резолуцију Информбироа био је све оштрији.
Још пре доношења Резолуције Информбироа, подршку совјетском руководству дали су Андрија Хебранг и Сретен Жујовић, који су након тога ухапшени и изведени пред партијску комисију, а потом искључени из КПЈ. Ранковићев сукоб са Хебрангом почео је још у току рата и настављен је и у првим послератним годинама, док је његов однос према Жујовићу био веома присан, поготово током рата. Хебранг је јуна 1949. извршио самоубиство у затвору, док је Жујовић задржан у притвору пуне две године. Септембра 1950. Ранковић је покренуо решавање његовог случаја, након чега је Жујовић пуштен на слободу. Поред Хебранга и Жујовића, за Резолуцију Информбироа се изјаснило и руководство Покрајинског комитета КПЈ за Босну и Херцеговину, али је са њима одржан састанак на коме су ревидирали своје ставове, а у овом је учествовао и Ранковић. Много већи проблем и опасност чинили су припадници Југословенске армије, који су били на школовању у СССР и који су се због тога изјашњавали за Резолуцију, а неретко и дезертирали из војске. Први озбиљнији случај за државни и партијски врх био је неуспели покушај бекства у НР Румунију генерала Арсе Јовановића и Бранка Петричевића и пуковника Владе Дапчевића, августа 1948, током кога је Јовановић страдао. Убрзо потом, генерал-мајор авијације Перо Попивода авионом је извршио бекство у Румунију. Према евиденцији Контраобавештајне службе од 1948. до 1953. укупно 263 припадника ЈА дезертирало је и пребегло у земље источног блока.
Како би се решио смештај све већег броја ухапшених симпатизера Информбироа и Стаљина, као и оних који су ухапшени под овом оптужбом, који су се налазили по затворима широм Југославије, у јесен 1948. донета је одлука о њиховом смештају на острву у Јадранском мору. Изградња затвора на Голом отоку почела је почетком 1949, а јулу је тамо стигла прва група затвореника, након које је у размацима од четири-пет месеци стигло још 16 група. Затвор назван „Предузеће Мермер” налазио се у надлежности УДБЕ за Југославију, а њиме је руководила група високих официра Удбе, која је имала задатак да преваспита кажњенике. На вести да се на Голом отоку, али и другим затворима за политичке затворенике, поступа зверски, Ранковић је 21. августа 1951, у пратњи Светислава Стефановића и Јована Веселинова, посетио Голи оток, где су га затвореници дочекали скандирањем Тито, Марко! Ранковић је знао да ово није било спонтано, а о правом стању на Голом отоку сазнао је тек јуна 1952. од књижевника Добрице Ћосића, који је био у посети овом затвору. Након Ћосићевог извештаја, Ранковић је наредио истрагу и извршио одређена смењивања, након чега се стање знатно поправило.
Непосредно пред Ранковићеву посету Голом отоку, направљен је заокрет у попуштању репресије. На Четвртом пленуму ЦК КПЈ јуна 1951. Ранковић је поднео Реферат за даље јачање правосуђа и законитости, у коме је изнео озбиљне критике на рачун Управе државне безбедности због „крупних слабости и недостатака када је реч о поштовању законитости”, изневши и званичну осуду појединих поступака УДБЕ, који су наносили „велику штету њеног угледу”, као што су склоност судова и Удбе да обичан криминал претворе у политички прекршај, брзоплетост у лишавању слободе и др. У реферату је изнет податак о броју до тада ухапшених по линији подршке Информбироу (8.403) и броју до тада пуштених (3.718), као и да су сви осуђени на друштвено корисни рад. Након Ранковићевог реферата, Пленум ЦК КПЈ формирао је Комисију која је израдила Реферат о јачању правосуђа и законитости, који је постао преломан тренутак у јавној критици Удбе и увођењу законитости и реда у њеном раду. Годину дана касније, јуна 1952. у листу „Борба” објављен је текст Александра Ранковића, под насловом Превођење Управе државне безбедности на цивилну формацију, у коме су најављени излазак Удбе из Министарства народне одбране и демилитаризација безбедносног система Југославије, што је и учињено крајем октобра 1952. године.

### Потпредседник СИВ 1953—1963.
Недуго након сукоба са Совјетским Савезом и источноевропским земљама „народне демократије”, дошло је до спољнополитичког окретања ФНР Југославије према западу, што је условило одређену демократизацију друштва. Како би се на Западу поправила слика о Ранковићу, који је доживљаван као носилац државне репресије, он је јуна 1951. након Четвртог пленума ЦК КПЈ, у својству потпредседника Владе ФНРЈ отпутовао у посету неколико западноевропских земаља (Швајцарска, Француска, Белгија, Холандија и Уједињено Краљевство). Циљ путовања био је Ранковићево упознавање са животом на Западу, као и покушај да западни руководиоци стекну боље мишљење о њему. Иако члан најужег руководства ЦК КПЈ, Ранковић није активно учествовао у процесу отварања Југославије према Западу. Присуствовао је појединим састанцима са америчким и другим западним званичницима, међу којима су били специјални саветник председника САД Харија Трумана генерал Аврл Хариман, августа 1951. и британски министар иностраних послова Ентони Идн, септембра 1952, али тежиште његовог рада остала је унутрашња политика и односи унутар КПЈ. Ранковић се такође, није пуно мешао ни у идеолошка питања, којима су се углавном бавили Милован Ђилас и Едвард Кардељ. Раскид са Совјетима, означио је нови идеолошки курс КП Југославије, који се огледао у одбацивању бољшевизма и стаљинизма и враћању основним принципима марксизма-лењинизма, што је прокламовано као „сопствени пут у социјализам”. Следећи Марксову идеју о учешћу радника у руковођењу фабрикама, руководство КПЈ почетком 1950-их почело је са увођењем радничког самоуправљања, односно стварања новог самоуправног социјализма. Идеолошки раскид и демократизацију друштва означио је Шести конгрес КПЈ, одржан новембра 1952. у Загребу, на коме је Комунистичка партија Југославије (КПЈ) променила назив у Савез комуниста Југославије (СКЈ). Промена назива дошла је по угледу на Савез комуниста, који су 1847. основали Маркс и Енгелс, а према сећањима Милована Ђиласа, Ранковић се противио промени назива Партије, али је одлуку на крају дисциплиновано прихватио. На овом Конгресу Ранковић је изабран за члана Извршног комитета ЦК СКЈ, као и његовог Секретаријата, који су поред Тита и Ранковића сачињавали — Иван Гошњак, Милован Ђилас, Едвард Кардељ и Борис Кидрич.
Као главни партијски кадровик, још из предратног времена, Ранковић је у јесен 1952, непосредно пре одржавања Шестог конгреса, учествовао у политичкој елиминацији Благоја Нешковића, бившег председника ЦК КП Србије, који је у Титову немилост запао још средином 1949. године. Како су односи са Нешковићем, који је терећен за подршку Информбироу, били све лошији, октобра 1952. формирана је партијска комисија (Милован Ђилас, Мома Марковић и Ранковић), која је испитивала његов случај и крајем новембра донела одлуку о његовом искључењу из СКЈ. У току партијске истраге, Ранковић је Нешковића оптуживао за низ догађаја од његовог доласка на чело Покрајинског комитета КПЈ за Србију, на почетку рата до тада актуелних односа са Совјетима. Пре обрачуна са Нешковићем, Ранковић је августа и септембра 1950. учествовао у обрачуну са члановима ЦК КП Хрватске Радетом Жигићем и Душаном Бркићем, који су били оптужени за подршку Информбироу и потом послати на Голи оток.
Период демократизације након Шестог конгреса, настављен је 14. јануара 1953. усвајањем Уставног закона о основама друштвеног и политичког уређења ФНР Југославије, којим је уведена функција председника Републике, на коју је изабран Јосип Броз Тито и дефинисана улога Савезног извршног већа (СИВ) као извршног органа (Владе). Истог дана када је усвојен Уставни закон и Тито изабран за председника ФНРЈ, формирано је прво Савезно извршно веће, на чијем се челу такође налазио Тито. Том приликом именовани су државни секретари (министри) и потпредседници СИВ — Едвард Кардељ, Милован Ђилас, Моша Пијаде и Ранковић, који је тада напустио функцију министра унутрашњих послова. Као потпредседник СИВ, Ранковић се бавио питањима државне управе, рада судова, јавног тужилаштва, службеног система и спровођења законитости, одржавањем привредих и социјалних мера. Окретање Западу и почетак демократизације друштвено-политичког система довели су до „случаја Милована Ђиласа”, који крајем 1953. у листу „Борба” написао серију чланака у којима је отворио многа актуелна питања и заложио се за даљу либерализацију. Руководство КПЈ испрва је било наклоњено Ђиласу, који је крајем децембра исте године изабран за председника Народне скупштине ФНРЈ, али је почетком јануара 1954. године са њим одржано неколико састанака, на којима му је предочено да његови чланци „изазивају забуну и недоумицу” код чланова СКЈ. Како на овим састанцима, на којима је учествовао и Ранковић, није постигнут никакав договор са Ђиласом, ЦК КПЈ се најпре оградио од његових ставова, а половином јануара је одржан Трећи пленум ЦК КПЈ, на коме је Ђилас оштро критикован и смењен са свих државно-партијских функција. Смењивањем Ђиласа, престала је да постоји „велика четворка” (Тито, Ђилас, Кардељ и Ранковић), која је од 1938. представљала најуже руководство КПЈ/СКЈ. У страним медијима се сматрало да су Ђилас и Ранковић били „велики лични непријатељи” и да је овај организовао његову смену. Своју наклоност ка Ранковићу, као најближем и најоданијем сараднику, Тито је исказао априла 1952, када је приликом венчавања са Јованком Будисављевић, узео Ранковића за свог кума, док је Јованкин кум био генерал Иван Гошњак.
Иако је напустио место министра унутрашњих послова, Ранковић је успео да задржи контролу над унутрашњим пословима, али и да је прошири на законодавну власт. Ово му је омогућила позиција председника Одбора за унутрашњу политику и безбедност, на коју је изабран јуна 1953. године. У почетку, овај Одбор се бавио радом Удбе и службе унутрашњих послова, али је касније своју делатност проширио и на рад законске и судске власти, односа са верским заједницама и другим питањима. Такође, утицај на службе безбедности Ранковић је задржао личним и пријатељским контактима са одређеним личностима, које су се налазиле на високим позицијама у савезним и републичким организацијама Удбе и секретаријатима унутрашњих послова, попут — Ивана Крајачића, Слободана Пенезића, Светислава Стефановића, Угљеше Даниловића, Војина Лукића, Војислава Биљановића, Бориса Крајгера, Андрије Пејовића, Сафета Филиповића и др. Као председник Одбора, организовао је састанке са савезним и републичким секретарима унутрашњих послова, као и са савезним и републичким јавним тужиоцима, на којима је добијао информације и њиховом раду. Највише се интересовао за стање криминалитета, посебно у привреди, као и за малолетнички криминал, критикујући пасивност друштвено-политичких организација у борби против криминалитета. Његов Одбор се поред Закона о органима унутрашњих послова, бавио и другим питањима, па је 1960. одлучивао о визној либерализацији за стране туристе, као и питањем амнестије за југословенске емигранте. Још од почетка 1950-их, Ранковић је као члан најужег државно-партијског руководства био укључен у пројекат на развоју сопственог нуклеарног програма, а као шеф Удбе био је одговоран за безбедност пројекта. Марта 1955. постао је председник Савезне комисије за нуклеарну енергију, који је руководио плановима на изради југословенског нуклеарног програма у Институту за нуклеарну физику „Борис Кидрич” у Винчи. Године 1959. био је завршен први нуклеарни реактор, у чијој су изради помогли совјетски стручњаци, након чега се почело размишљати и о могућности покретања производње нуклеарног наоружања у малим количинама. Идеја о сопственом нуклеарном наоружању одбачена је маја 1961, након констатације да је читав пројекат превише скуп и да постоје тешкоће у његовом остваривању. Годину дана након тога, маја 1962. Ранковић је напустио функцију председника Савезне комисије и предао је Авди Хуму.

### Потпредседник СФРЈ 1963—1966.
У складу са уставним реформама, током којих је 7. априла 1963. усвојен нови Устав, којим је назив земље промењен у Социјалистичка Федеративна Република Југославија (СФРЈ), а чланом 223. овог Устава, пред функције председника Републике, уведена је и функција потпредседника Републике. На заједничкој седници свих већа Савезне скупштине 30. јуна 1963. Јосип Броз Тито изабран је за председника, а Александар Ранковић за потпредседника СФРЈ. Поподне истог дана изабрано је ново Савезно извршно веће (СИВ), на чијем се челу налазио Петар Стамболић. На месту потпредседника СИВ, Ранковића је заменио његов блиски сарадник и пријатељ Светислав Стефановић Ћећа, док је Стефановића на функцији Савезног секретара за унутрашње послове заменио Војин Лукић, ранији Државни секретар за унутрашње послове НР Србије. Такође, истог дана био је изабран и први састав Савета федерације, у чији су састав изабрани Александар Ранковић и Светислав Стефановић, коме је Ранковић предао функцију председника Одбора за унутрашњу политику и безбедност. Према новом Уставу, потпредседник Републике замењивао је председника Републике у његовој одсутности и председник му је могао поверити да га заступа у вршењу одређених послова. Мандат потпредседника трајао је четири године и нико није могао бити поново реизабран.
Прва манифестација на којој се Ранковић појавио као потпредседник СФРЈ била је прослава Дана борца 4. јула 1963. на Тјентишту, поводом двадесетогодишњице битке на Сутјесци. Након Тјентишта, Ранковић је отишао у Дубровник, где је присуствовао Дубровачким летњим играма. Заједно са Титом и другим члановима државног врха, 27. јула 1963. посетио је Скопље након катастрофалног земљотреса. Вршећи дужност потпредседника Републике, Ранковић је заједно са Титом био домаћин бројним иностраним делегацијама, које су долазиле у посету СФРЈ. Крајем августа и септембра 1963. био је домаћин совјетском лидеру Никити Хрушчову, кога је пратио на путовању по Југославији. Јануара 1964. заједно са Титом био је домаћин Палмиру Тољатију, председнику КП Италије; марта исте године алжирском председнику Ахмеду ибн Бели, а у септембру чехословачком лидеру Антоњину Новотнију. Септембра 1965. председнику био је домаћин египатском председнику Гамалу Абделу Насеру. Међу протоколарне спољно-политичке дужности потпредседника СФРЈ, спадале су и следеће активности — пријем разних гостију из света, који су долазили у Југославију; пријем амбасадора у СФРЈ, као и југословенских амбасадора који су одлазили на дужност ван земље; пријем других истакнутих гостију, спортиста и др.
Протоколарне дужности потпредседника СФРЈ, на унутрашњем плану биле су разне, а међу њих је спадало — држање говора на великим скуповима, откривање споменика и спомен-комплекса, пуштање у рад разних привредних објеката, отварање разних манифестација, обилазак разних делова земље и др. Октобра 1963. Ранковић је присуствовао прослави формирања јужноморавских бригада, када је на брду Бубањ, код Ниша отворио спомен-парк посвећен жртвама логора Црвени крст. Истог месеца, код Осипаонице је отворио деоницу ауто-пута Братство и јединство, који је водио од Љубљане до Ђевђелије. У више наврата пуштао је у рад разне привредне и индустријске објекте. Фебруара 1964. пустио је у рад електронску дигиталну рачунарску машину ЦЕР-10 у Институту за аутоматику и телекомуникације Михајло Пупин. Септембра исте године, пустио је у саобраћај транзитно-аутоматску телефонску централу у Београду и симболично обавио први разговор са Загребом. Поводом дана ослобођења Београда, 20. октобра 1965. присуствовао је отварању Музеја савремене уметности и Основне школе „Браћа Барух” на Дорћолу. Децембра 1965. пустио је у рад хидроцентралу Дубровник 5 и нови радио-предајник РТВ Београд у Звечкој, код Обреновца. Био је истакнути гост на појединим изложбама, сајмовима и свечаним академија, као што су — 150. година од рођења Његоша, 20. година Другог заседања АВНОЈ-а, 100. година од смрти Вука Стефановића Караџића и др.
Упоредо са функцијом потпредседника Савезног извршног већа, а касније потпредседника СФРЈ, Ранковић је обављао и низ других друштвено-политичких функција. Налазио се у руководству Народног фронта Југославије (НФЈ), а на Првом, Другом и Трећем конгресу (1945, 1947. и 1949) биран је у Савезни одбор Народног фронта. На Четвртом конгресу, 1953. када је Народни фронт преименован у Социјалистички савез радног народа Југославије (ССРНЈ), изабран је у Председништво Савезног одбора. На Петом конгресу, 1960. изабран је за генералног секретара ССРНЈ, а од 1963. био је члан Извршног одбора ове организације. Као члан ратног Врховног штаба и заменик Врховног команданта НОВ и ПОЈ, налазио се у руководству Савеза бораца Народноослободилачког рата Југославије (СУБНОР) — на Првом конгресу 1947. изабран је за секретара Главног одбора; на Другом и Трећем конгресу (1951. и 1953) за председника Централног и Извршног одбора, а на Четвртом конгресу 1961. за председника Савезног одбора. На Петом конгресу 1965. поново је изабран за председника Савезног одбора, али је фебруара 1966, услед заузетости другим обавезама, функцију председника Савеза бораца предао Ђури Пуцару Старом. На Седмом конгресу СКЈ, одржаном априла 1958. у Љубљани, на коме је поднео Реферат о организационо-политичким задацима СКЈ, био је изабран за члана Централног и Извршног комитета СКЈ. Тада је заједно са Едвардом Кардељом постао један од двојице секретара ЦК СКЈ, док је Тито био генерални секретар. На Осмом конгресу СКЈ, одржаном децембра 1964. у Београду поднео је Реферат о актуелним питањима даљег развоја и улоге СКЈ. На крају Конгреса изабран је за члана Централног и Извршног комитета и, уз Кардеља и Вељка Влаховића, једног од тројице секретара ЦК СКЈ, док је Тито и даље био генерални секретар.

### Дипломатска активност
Ранковићева окренутост ка унутрашњој политици, утицала је на то да је његова улога у спољнополитичким дешавањима била веома мала, а посебно у сарадњи са западним земљама, као и стварању Покрета несврстаних. Веома ретко је са Титом одлазио са инострана путовања, а једно од првих било је октобра 1954. када је заједно са Кочом Поповићем, Јованом Веселиновим и Стевом Крајачићем, пратио Тита на путовању бродом Галеб у Индију и Бурму. С друге стране, Ранковић је био доста активнији у дипломатској сарадњи са Совјетским Савезом. Као члан Секретаријата Извршног комитета ЦК СКЈ и неформални кадровик Партије, маја 1955. активно је учествовао у сусрету југословенске и совјетске делегације у Београду, на коме је дошло до нормализације односа између ФНРЈ и СССР. Септембра 1956. заједно са Титом боравио је у посети Совјетском Савезу, где су на Криму вођени разговори са совјетским званичницима (Хрушчов, Булгањ, Брежњев). Ранковић је тада са првим секретаром ЦК КПСС Никитом Хрушчовим разговарао о проблемима са НР Бугарском и односима Савеза комуниста Југославије и Комунистичке партије Совјетског Савеза. Тек обновљене односе са СССР, пољуљала је у јесен 1956. побуна у НР Мађарској, а дан пред совјетску интервенцију, 3. новембра 1956. Хрушчов и Маљенков боравили су на Брионима, где су водили разговоре са Титом, Кардељем и Ранковићем. Током совјетске интервенције, мађарски премијер Имре Нађ затражио је азил у амбасади ФНРЈ у Будимпешти, што је додатно узнемирило Совјете. Након двадесетодневних преговора, у којима је учествовао и Ранковић, договорено је да Нађ напусти амбасаду ФНРЈ, уз гаранцију да може безбедно да оде кући и да неће бити позван на одговорност. Овај договор није испоштован са совјетске стране, јер је Нађ одмах по напуштању амбасаде ухапшен, а потом осуђен на смрт и убијен. Јула 1957. Кардељ и Ранковић су на позив Никите Хрушчова боравили на одмору у Совјетском Савезу, а августа 1958. Ранковић је заједно са Титом, Кардељом, Вељком Влаховићем и Вељком Мићуновићем учествовао на састанку југословенске и совјетске делегације, одржаном у НР Румунији. Крајем октобра исте године, Кардељ и Ранковић били су домаћини високој партијској делегацији из Совјетског Савеза, која је посетила Југославију.
Након 1961, Ранковић је имао неколико самосталних дипломатских посета, које је остварио као потпредседник Савезног извршног већа, а касније потпредседник СФРЈ и као секретар ЦК СК Југославије. Маја 1961. био је у посети Краљевини Грчкој, где су га примили краљ Павле и председник Владе Костас Караманлис, са којима је разговарао о међународној ситуацији, односима Југославије и Грчке и проблемима са НР Албанијом. Јуна 1962. боравио је у посети Италији, где је имао сусрете са премијером Аминторијем Фанфанијем и председником владајуће Хришћанске демократије Фламиниом Пичолијем. Током посете Ранковићу је указивана част која је превазилазила функцију потпредседника СИВ (владе), али је била у складу са његовим статусом „другог човека” ФНРЈ. На пријему приређеном у његову част присуствовао је и председник Италије Антонио Сењи, а у току посете Ранковић се у југословенској амбасади састао са Ђанкарлом Пајетом, високим функционером Комунистичке партије Италије.
Јануара 1964. заједно са Јованом Веселиновим, Ђуром Пуцаром, Иваном Гошњаком и Добривојем Видићем, Ранковић је на позив Централног комитета Мађарске социјалистичке радничке партије, боравио у посети НР Мађарској, где је имао сусрете са мађарским лидером Јаношем Кадром. Марта 1965, уз пратњу супруге и члана СИВ Јакова Блажевића боравио је у посети Уједињеној Арапској Републици (Египат), где му је домаћин био потпредседник Закарије Мохиједин, а током посете имао је сусрете и са Гамалом Абделом Насером. Крајем марта 1965, након повратка из Египта, заједно са генералом Иваном Гошњаком боравио је у НР Румунији на сахрани Георги Георгију Дежа (1901—1965), председника Румуније и генералног секретара КП Румуније. Почетком априла 1965, заједно са генералом Костом Нађем боравио је у Будимпешти на прослави двадесетогодишњице ослобођења Мађарске, где је имао сусрете са Јаношем Кадаром и присуствовао војној паради. Последња Ранковићева инострана посета била је маја 1966, када је на позив Пољске уједињене радничке партије боравио у посети НР Пољској. Пошто је путовао возом, приликом проласка кроз Чехословачку СР, у Њитри се сусрео са Александром Дупчеком, првим секретаром КП Словачке. Током боравка у Пољској, Ранковић је имао сусрете са државно-партијским званичницима, међу којима је био Владислав Гомулка, први секретар ПУРП.
Највећу Ранковићеву инострану политичку активност чинили су односи са Совјетским Савезом. Приликом посете Леонида Брежњева, члана Политбироа ЦК КПСС Југославији, крајем септембра и почетком октобра 1962, Ранковић је био један од домаћина. Децембра 1962. био је у пратњи Тита приликом његове посете Совјетском Савезу. Током посете, Ранковић је у разговору са Хрушчовим затражио да Југословенима омогући приступ архивској грађи Коминтерне, како би могли да истражују историју КП Југославије. У лето 1963, приликом посете Никите Хрушчова Југославији, Ранковић му је био домаћин. Августа 1964. заједно са Титом, на Брионима је присуствовао разговорима са Јуријем Андроповим, секретаром ЦК КПСС. Блиске односе са совјетима Ранковић је одржавао и након смене Никите Хрушчова, октобра 1964. године. Био је присутан са Титом приликом пријема совјетске делегације, која је децембра 1964. боравила на Осмом конгресу СКЈ. Крајем марта и почетком априла 1966. Ранковић се налазио на челу делегације СКЈ која је у Москви присуствовала на 23. конгресу КПСС, а током посете је имао сусрет са Брежњевим, генералним секретаром ЦК КПСС. Битан чинилац добрих југословенско-совјетских односа, био је Александар Пузанов, совјетски амбасадор у Београду од 1962. до 1967, који се често сусретао са Титом, Ранковићем и другим југословенским државно-партијским функционерима.

### Разлаз са Титом и припрема афере
У периоду након Седмог конгреса СКЈ, 1958. отпочео је расцеп унутар врха Савеза комуниста Југославије око питања будућности југословенске федерације — једни су се залагали за постепено претварање федерације у конфедерацију, а други за јачање савезне власти. Ранковић је припадао кругу партијских догмата који су се противили реформама, односно демократизацији и децентрализацији друштва. Јосип Броз Тито, такође је у унутрашњој политици био присталица централизма, али како се земља све више отварала према Западу, политички проблеми су почели да се решавају кроз Устав и дискусије у Савезној народној скупштини и Савезном извршном већу, па се он углавном ослањао на подршку старих револуционарних кадрова. Иако се у почетку и сам противио струји, која се борила против централизма и веће партијске дисциплине као решењу постојећих друштвених проблема, Тито је схватао да мора да се одрекне једне од две супротстављене стране, како би повратио јединство унутар руководства СКЈ. Главни заговорници либерализације, Едвард Кардељ и Владимир Бакарић, били су веома активни у заговарању својих идеја, услед чега су успели да придобију већину партијских кадрова на савезном нивоу, а највећу подршку остварили су у руководствима ЦК СК Словеније и ЦК СК Хрватске. Концепцијски сукоб Кардеља и Ранковића настао је 1961. приликом Кардељевог заступања тезе да се не може унедоглед давати помоћ неразвијеним крајевима, а кулминирао је 1963. приликом припрема за доношење новог Устава. Након првобитног сукоба са Кардељем, у пролеће 1962, као и подршке које је словеначко руководство пружило Кардељу, Тито је све више почео да се приближава овој фракцији и удаљава се од Александра Ранковића.
Победа децентралистичке струје у врху СКЈ, огледала се у доношењу новог Устава СФРЈ, априла 1963. и закључцима Осмог конгреса СКЈ, децембра 1964, када је усвојен „реформски курс” и изнета критика унитаризма. Ранковић и један део функционера СКЈ, успротивили су се децентрализацији, што је довело до његовог захлађења односа са Титом. Иако је након доношења Устава био изабран за потпредседника СФРЈ, а на Осмом конгресу за једног од тројице секретара ЦК СКЈ, Ранковићева ефективна политичка моћ је слабила — високе државно-партијске функције на којима се налазио биле су на савезном нивоу у тренутку када су републикама дата већа овлашћења. Његов велики ауторитет у партији и држави, такође је постепено слабио услед кадровских промена — 1963. на место начелника Управе безбедности ЈНА уместо Јефте Шашића постављен је Иван Мишковић, а 1965. на место Савезног секретара за унутрашње послове СФРЈ уместо Војина Лукића постављен је Милан Мишковић. Након ових промена, Ранковић је у потпуности изгубио утицај на службу безбедности.
Значајан утицај на Тита да из руководства елиминише Ранковића имала је Јованка Броз, која га је стално упозоравала на опасности које му прете од њега. Њен сукоб са Ранковићем почео је након њених сумњи у Титове секретаре, ађутанта Милана Жежеља и друге особе из окружења, а од 1964. били су у отвореном сукобу. Она је такође, била у лошем односу са његовом супругом Славком Ранковић, која је у почетку дискретно, а касније отворено критиковала њено понашање према окружењу. Јованкине сумње подгревали су технички проблеми на специјалним везама, који су се појавили средином 1961, што је касније постало основ за њено убеђење да Ранковић прислушкује њу и Тита. Озбиљне сумње на прислушкивање, код Тита и Јованке, пробудио је Едо Брајник, бивши помоћник Савезног секретара за унутрашње послове, који је 1965. напустио Савезни секретаријат за унутрашње послове, незадовољан јер није постао савезни секретар. Највероватније подстакнут од стране групе словеначких функционера, Брајник је Титу упутио опширан извештај у коме је изнео стање у ресору унутрашњих послова тврдећи да службе Удбе за Југославију прислушкују не само Тита и Кардеља већ и друге функционере.
Како би проверио сумње у прислушкивање, Тито се почетком јуна 1966. обратио Ивану Стеви Крајачићу, бившем првом човеку Удбе за Хрватску и свом пријатељу из предратних дана, који је потом из Загреба у Титову резиденцију у Ужичкој 15 упутио двојицу људи, који су вршили одређене техничке радове на телефонским инсталацијама. У току истраге, они су у резиденцији пронашли уређаје за прислушкивање и то у радном Титовом кабинету и у соби Јованке Броз. Након резиденције у Београду, Крајачићеви људи вршили су испитивања у Титовој вили на Брионима. Потврда сумњи да је прислушкиван, изазвала је код Тита огорчење и жељу да се обрачуна са Управом државне безбедности (УДБ). Како би придобио одређени круг присталица, који су раније имали везе са службом безбедности, Тито их је позивао код себе и жалио им се да га Ранковић и УДБ прислушкују. Поред њих, Тито је рачунао и на оне функционере који су од раније били у сукобу са Ранковићем, попут Едварда Кардеља, Владе Поповића, Петра Стамболића, Цвијетина Мијатовића, Бориса Крајгера и др. Непосредно пред отварање „афере прислушкивања”, крајем маја 1966. замењен је начелник Одељења безбедности Врховног команданта генерал-мајор Лука Божовић, који се у Титовом окружењу налазио од краја рата, а половином јуна дужност је предао генерал-мајору Ђуки Баленовићу.

### Брионски пленум
Припремне радње за обрачун са Ранковићем, одвајале су се у највећој тајности, током прве половине јуна 1966, док је у посети Југославији боравио ирански шах Мохамед Реза Пахлави, а од 7. до 10. јуна одржан Шести конгрес Социјалистичког савеза радног народа Југославије (ССРНЈ). На седници Извршног комитета ЦК СКЈ одржаној 16. јуна у резиденцији у Ужичкој 15, на коју је Ранковић позван непосредно пред њен почетак, Тито је у свом уводном излагању изнео оптужбе на рачун рада службе безбедности, као и појаве озбиљних злоупотреба њених органа у политичке сврхе од стране појединих функционера, чиме је отворио „аферу прислушкивања”. Оптужбе да УДБ, која је наводно озвучила просторије у којима је Тито живео и радио, није радила под контролом државе и Партије, већ директним руководством Ранковића и Стефановића, изненадила је Ранковића, који је одмах понудио своју оставку на све функције. У току седнице отворена је дискусија у којој су присутни чланови ИК ЦК СКЈ критиковали рад службе безбедности, а потом су на Титов предлог формиране две комисије — Војнотехничка комисија, на челу са генералом Иваном Мишковићем и Комисија ИК ЦК СКЈ, на челу са Крстом Црвенковским, које ће извршити преглед инсталација и утврдити стање, односно утврдити чињенице и предложити решења.
Након седнице Извршног комитета ЦК СКЈ, Тито је 20. јуна одржао консултативни састанак са члановима Комисије ИК ЦК СКЈ, делом чланова ИК ЦК СКЈ и групом савезних и републичких државно-партијских функционера из СР Србије, на којој је разговарано о „афери прислушкивања” и „случају Александра Ранковића”. На састанку је Тито добио подршку српских кадрова (Стамболић, Минић, Веселинов, Поповић, Марковић, Тодоровић, Никезић и др) за политички обрачун са Ранковићем и другим високим функционерима службе безбедности. Два дана потом, 22. јуна одржана је нова седница Извршног комитета ЦК СКЈ, на којој је председник Комисије ИК ЦК СКЈ Крсте Црвенковски изнео дотадашње резултате истраге и на којој је Извршни комитет одобрио рад Комисије и прихватио њене налазе и констатације, стављајући јој у задатак израду дефинитивног извештаја за Четврту пленарну седницу ЦК СКЈ, која је заказана за 1. јул.
Непосредно пред одржавање Четвртог пленума, Тито се посредством Државног секретара за послове народне одбране, генерала армије Ивана Гошњака, сусрео са Ранковићем на Брионима. Током састанка, Тито је оптужио Ранковића да је „кочио реформе” и навео да је његов одлазак из врха СКЈ нужан, а и критиковао га је, јер се „окружио лошим људима” у ЦК. Након састанка, Ранковић се вратио у Београд, где је радио на припреми своје одбране на оптужбе, а 30. јуна поново је дошао на Брионе. Истог дана одржана је седница ИК ЦК СКЈ на којој је усвојен дневни ред Пленума, али Ранковић њој није присуствовао. Атмосфера уочи Пленума била је мучна и напета, због чега је Ранковићу ноћ уочи Пленума нагло позлило, а лекар је установио благи срчани удар. Упркос примедби ађутанта, али и генерала Гошњака, да због здравственог стања није у стању да присуствује Пленуму, Ранковић је одлучио да ипак иде на Пленум.
Четврту пленарну седницу ЦК СКЈ одржану 1. јула 1966. у хотелу Истра на Брионима, отворио је генерални секретар СКЈ Јосип Броз Тито, који је присутне информисао о деформацијама у раду службе безбедности и формирању комисија које су имале задатак да испитају случај. Након Тита, председник Комисије ИК ЦК СКЈ Крсте Црвенковски је поднео Извештај о стању, методу руковођења и појавама злоупотреба у органима Државне безбедности у 13 тачака, у коме су изнете сличне оптужбе као на седницама Извршног комитета 16. и 22. јуна. Ранковић је говорио након Црвенковског, али је деловао је конфузно, збуњено и није се бранио. Потом су у расправи учествовали Вељко Ковачевић, Јован Веселинов, Светозар Вукмановић, Цвијетин Мијатовић, Владо Поповић, али и Светислав Стефановић Ћећа, који је у свом говору изнео одлучну одбрану.
Након исцрпне расправе, Пленум је усвојио извештај Комисије Извршног комитета ЦК СКЈ и на основу предлога Комисије и дискусије чланова Централног комитета донео одлуке — да се одмах приђе реорганизацији органа државне безбедности како би се прилагодили насталим променама у нашем друштву и развијеном систему самоуправљања; да се Светислав Стефановић, председник Одбора СИВ-а за унутрашњу политику, искључи из ЦК СКЈ и да се разреши дужности члана Савезног извршног већа; да се прихвати оставка Александра Ранковића на функцију члана ЦК СКЈ и Извршног комитета ЦК и прихвати да поднесе оставку Савезној скупштини на функцију потпредседника Републике, јер је његова политичка одговорност за рад органа државне безбедности таква да на овим функцијама више не може остати.

### Након Брионског пленума
Након завршеног пленума, Ранковић је са Бриона отишао у Дубровник, где је са породицом провео лето, а у Београд се вратио почетком септембра. Због лошег здравственог стања, за време боравка у Дубровнику, ретко је излазио из куће. Након повратка у Београд, у кућу у Ужичкој 25, коју је претходно прегледала државно-техничка комисија, Ранковић је и даље највише времена проводио у кући. Крајем октобра, Ранковићева породица преселила се у кућу у Улици Андре Николића 5 на Сењаку, у којој је раније живео Владо Поповић.
Током Ранковићевог боравка у Дубровнику, Савезна скупштина га је 14. јула 1966. разрешила са места потпредседника СФРЈ, а уместо њега изабран је Коча Поповић. Војнотехничка комисија, на челу са генералом Иваном Мишковићем, свој извештај поднела је након Четвртог пленума и у њему је утврђено да пронађени микрофони нису били у функцији. Упркос томе, основана је Истражно-техничка комисија Савезног секретаријата за унутрашње послове која је за као организаторе злоупотреба у служби безбедности означила високе функционере Секретаријата за унутрашње послове и Управе државне безбедности — Светислава Стефановића, Војина Лукића, Животија Србу Савића, Селима Нумића, Митра Ковачевића и Милана Ђоковића. Дисциплински поступак био је поведен против петоро лица, док су четворица била притворена. Истражно-техничка комисија изнела је оцену да су Ранковић и Стефановић „идејни творци концепција и усмеравања рада службе оперативне технике” и да се та служба „измакла изван службе ДБ и потпуно претворила у самосталну и паралелну службу ДБ”. На основу извештаја комисија, које су радиле на „случају прислушкивања”, савезни јавни тужилац је новембра подигао оптужницу против Ранковића, Стефановића, Војина Лукића и још 15 лица. Септембра 1966. формирана је нова Комисија Савезног извршног већа, на челу са Авдом Хумом, која је на основу извештаја претходних комисија, 1. децембра направила Извештај о противуставној делатности групе око Александра Ранковића у злоупотребљавању Службе државне безбедности у политичке сврхе. На основу предлога ове комисије, који је 9. децембра 1966. усвојило Савезно веће Савезне скупштине, потврђена је одлука да се одустане од кривичног поступка против њих 18, међу којима су били Александар Ранковић, Светислав Стефановић, Војин Лукић, Срба Савић, Селим Нумић и др.
Убрзо након Брионског пленума, Извршни комитет ЦК СК Србије формирао је Комисију за утврђивање политичке одговорности појединих чланова Централног комитета, а од 14. до 16. септембра одржана је Шеста пленарна седница ЦК СК Србије на којој се расправљало о политичком стању у Србији након Четвртог пленума ЦК СКЈ. На пленуму ЦК СКС осуђене су злоупотребе органа државне безбедности од стране „бирократске фракције” Ранковић—Стефановић, а додата је и критика „националистичког и шовинистичког” деловања ове групе. Тада је отворено питање Ранковићевог односа према Косову и Метохији — злоупотреба Удбе на Космету и националистички однос према албанским кадровима. У отвореним нападима на Ранковића, током пленума, истицали су се Јован Веселинов, Добривоје Радосављевић, Михаило Швабић, Душан Петровић Шане, Ђурица Јојкић, а посебно косметски руководиоци Вели Дева, Кољ Широка, Станоје Аксић и др. Комисија ИК ЦК СК Србије предложила је искључење Војина Лукића и Србе Савића из Централног комитета, а Лукића и из Савеза комуниста, док је Спасенија Цана Бабовић преложила да ЦК СК Србије из чланства Савеза комуниста искључи Александра Ранковића. Овај предлог је прихваћен, па је Ранковић почетком октобра 1966. искључен из СКЈ. Међутим, према сведочењу Војина Лукића, Александар Ранковић никада није добио одлуку о искључењу из Партије, нити је она негде објављена.

### Последње године
Након повлачења из политике Александар Ранковић је живео повученим животом у својој кући у Београду, у вили у Дубровнику за време летњих месеци и повремено у родној кући у Дражевцу. Ретко се појављивао у јавности, јер је привлачио пажњу присутних, а и био под непрестаном полицијском присмотром. Дружио се са Светиславом Стефановићем, Војином Лукићем, Животијем Србом Савићем, Добрицом Ћосићем, Љубодрагом Ђурићем и др. Током јесени 1966. и зиме 1967. писао је Дневничке забелешке, које је у пролеће 1983. предао Добрици Ћосићу, а породица их објавила 2001. године. Током 1974. Ранковића је посећивао историчар Венцеслав Глишић, тада сарадник Института за савремену историју и са њим водио опсежне разговоре о његовом учешћу у револуционарном покрету, Народноослободилачкој борби и послератном периоду.
Од повлачења из политике, 1966. до смрти, 1983. Ранковић је као и други истакнути политички дисиденти налазио под сталном присмотром органа Службе државне безбедности (СДБ), која је била реформисана након Брионског пленума. Служба безбедности процењивала је да је Ранковић након смењивања окупио групацију, коју су чинили заговорници бирократско-етатистичког концепта развоја друштва. Поред њега праћени су и људи са којима се дружио, а који су такође били смењени или пензионисани након Брионског пленума (Стефановић, Лукић, Савић, Нумић и др). Према некима од њих примењиване су потпуне мере надзора, а биле су коришћене и друге оперативне мере. Током 1966. оперативци службе безбедности писали су дневне извештаје о његовом кретању, а од 1967. до 1973. писани су извештаји за неколико дана. Након совјетске интервенције у Чехословачкој, августа 1968, која је у СФРЈ изазвала велике тензије, „Ранковићев случај” добио је ново тумачење, јер су службе Ранковића окарактерисале као политичку фигуру на коју су Совјети рачунали почетком 1960-их. Након догађаја на Космету, 1968. и Маспока у Хрватској, 1971. сматрано је да групација окупљена око Ранковића има изражен „великосрпски национализам и шовинистичку активност према другим народима”. Када је 1972. године умро Животије Срба Савић, Ранковић је отишао да изјави саучешће његовој супрузи Љубици; са њим је пошао и његов пратилац, припадник Службе државне безбедности, који не само што га је колима довезао до стана породице Савић у Палмотићевој улици 1а, већ се попео са Ранковићем у стан и не испуштајући га ни трен из вида, ушао за њим чак и у тоалет. Политички прогон није заобишао ни Ранковићеву супругу Славку Ранковић, која је 1974. удаљена са Економског факултета, где је била редовни професор, а искључена је и из Савеза комуниста.
Александар Ранковић је преминуо, од последица срчаног удара, тридесет минута након поноћи, у петак 19. августа 1983, у кући у Лападу у Дубровнику, где је боравио током летњих месеци, јер му је због лошег здравственог стања био препоручен опоравак на мору. Заједно са њим били су супруга Славка и пријатељ Влада Вилотијевић Гавра. Породица је ујутру, у току припрема за пренос посмртних остатака у Београд, о његовој смрти обавестила Градски одбор СУБНОР Београда, преко кога су контактирани ЦК СК Србије и Председништво СР Србије и ЦК СК Југославије и Председништво СФРЈ. Поподне истог дана, медији су објавили кратко саопштење о Ранковићевој смрти, уз навођење Брионског пленума и потенцирања речи „бивши”. У вечерњим сатима, чланови породице су авионом ЈАТ-а, у пратњи једног милиционера, пренели ковчег са његовим посмртним остацима у Београд. Истог дана на вест о Лекиној смрти, доста народа је почело да се окупља око његове куће на Сењаку.
Сутрадан, 20. августа одржан је састанак представника савезног, републичког и градског одбора СУБНОР са члановима породице око организације сахране. Пре састанка, као могуће место сахране помињано је његово родно место Дражевац, али се томе енергично супротставио пензионисани генерал-потпуковник ЈНА Илија Костић, који је захтевао да Ранковић буде сахрањен у Београду са највишим државним почастима. На састанку породице и представника СУБНОР као место сахране договорена је Алеја народних хероја на Новом гробљу, а највише пажње током састанка посвећено је избору говорника на сахрани. Договорено је да се сахрана одржи са одговарајућим војним почастима које припадају резервним официрима, првоборцима и народним херојима, као и да сахрани присуствују представници СР Србије, ССРН Србије и Скупштине града Београда.
На дан сахране 22. августа 1983. на Новом гробљу се окупила велика маса света која је желела да присуствује Ранковићевом последњем испраћају. Услед великог прилива људи из Рузвелтове улице био је закрчен главни улаз у Ново гробље, као и прилази капели, због чега су морали да интервенишу припадници милиције, како би направили ред. Присутни грађани су приликом говора, који су држани испред капеле, отпочели са аплаудирањем, а потом и са скандирањем — Лека, Лека!, Херој Лека!, Марко, Марко, Херој Марко и Тито, Марко. Први говорник је био Душан Вуксан, председник СУБНОР Савски венац, други Драгослав Мутаповић, народни херој и члан Савета федерације и трећи Јовко Јовковски, секретар Председништва СУБНОР Југославије. Када су говорници Ранковића помињали у негативном контексту око Брионског пленума, маса је звиждала и негодовала. Читавим путем, од капеле до Алеје народних хероја, којим се кретала погребна поворка, окупљени грађани су наставили са аплаудирањем, овацијама и скандирањем Херој Лека! чиме су изражавали своје незадовољство због понашања званичника према Ранковићу, како за живота, тако и након смрти. На гробном месту је према договору породице и представника СУБНОР одржан трећи говор, али је он прекинут негодовањем присутних, због негативног помињања Ранковића у вези са Брионским пленумом, а остатак говора прочитан је у вечерњем дневнику ТВ Београд.
Према проценама Републичког секретаријата унутрашњих послова (РСУП) сахрани је присуствовало око 100.000 људи, док су партијске процене говориле око 50.000 људи. Масовно присуство народа Ранковићевој сахрани изненадило је партијске функционере и органе безбедности због чега је сахрана од стране Председништва СР Србије била окарактерисана као неуобичајена политичка демонстрација. Сахрана је постала политички догађај који је изазвао огромну пажњу јавности, као и страних дипломата, а многи су је оценили као први масовни излив незадовољства у Србији након студентских демонстрација јуна 1968. године. На тридесетогодишњицу Ранковићеве смрти, августа 2013, тадашњи председник Владе Србије Ивица Дачић био је први државни званичник који је положио цвеће на његов гроб.

## Лични живот
Александар Ранковић женио се два пута и имао двојицу синова. Прву супругу, текстилну радницу Анђелију Анђу Ранковић (1909—1942) упознао је након изласка из затвора 1935. и исте године су се венчали у Вршцу. Она је од 1930. била члан Комунистичке партије и радила је у синдикату текстилних радника, а због партијског рада више пута је хапшена. Њен рођени брат Иса Јовановић (1906—1983) био је предратни револуционар, а након рата високи државно-партијски функционер. Године 1939. Анђа и Лека добили су сина Миливоја Мићу. Након почетка Другог светског рата у Југославији, 1941. они су отишли у партизане, а Анђа је приликом напуштања Београда, новембра 1941. двогодишњег Мићу оставила код своје сестре. Он је касније одведен у Дражевац, код Лекине мајке Даринке, а након њеног хапшења и одвођења у логор на Бањици, где је остала до његовог распуштања почетком октобра 1944, о њему је бринула једна избегличка породица, која је становала у Даринкиној кући. Такође, о њему су бринули и други рођаци из села.
Након напуштања Београда, Анђа је заједно са супругом боравила у ослобођеном Ужицу, а 1. марта 1942. ступила је у тада формирану Другу пролетерску ударну бригаду. Иако јој је Цана Бабовић нудила да ради као партијски инструктор у Штабу бригаде, на њено инсистирање, била је распоређена у јединицу као заменик политичког комесара (партијски руководилац) Друге чете Четвртог ужичког батаљона. Погинула је 11. јуна 1942. у борбама Друге пролетерске бригаде против четника у околини Гацка, а након рата је 6. јула 1953. проглашена за народног хероја. Сина Мићу, Ранковић је након четири године ратовања видео тек у септембру 1944. у ослобођеном Ваљеву.
У пролеће 1944. у ослобођеном Дрвару, Ранковић је упознао своју будућу супругу Ладиславу Славку Бецеле (1920—2008), партизанку из Долењске, која је заједно са словеначком делегацијом дошла у Дрвар, на Други конгрес УСАОЈ-а, али је била задржана у Врховном штабу на пословима у Одељењу за везе. Заједно са Врховним штабом НОВ и ПОЈ и Ранковићем кретала се до краја рата, а након рата је радила у администрацији ЦК КПЈ. Венчали су се 17. јуна 1947. у Београду, а кумови на венчању били су им Борис Зихерл и Крсто Попивода. Након венчања, Славка је напустила рад у Централном комитету и посветила се студијама на Економском факултету, где је потом била професор. Априла 1949. добили су сина Слободана. Петнаест година након Ранковићеве смрти, 1998, Славка је објавила књигу Живот уз Леку — сећања. Преминула је у Београду, у септембру 2008. године. Сахрањена је поред свог супруга у Алеји народних хероја на Новом гробљу у Београду.
Након Брионског пленума, у годинама док је био у пензији кад год би улазио са породицом у кафану, музичари су чим бих га угледали свирали Марш на Дрину, што он није волео.
Ранковићев старији син Миливоје Мића (1939—2018) био је архитекта, а у браку са супругом Меримом имао је ћерке Александру и Андријану Ању, која је новинар и телевизијски водитељ. У периоду од 1966. до 1999. Ранковићева породица живела је у вили на Сењаку, у улици Андре Николића 5, која је данас руинирана.

## Одликовања и признања
Носилац је Партизанске споменице 1941. и више других југословенских одликовања, међу којима су — Орден југословенске заставе са лентом, Орден партизанске звезде првог реда, Орден заслуга за народ првог реда, Орден братства и јединства првог реда, Орден за храброст и др.
Указом Председништва АВНОЈ-а број 261. од 6. јула 1945. за осведочена херојска дела на бојном пољу, за херојско држање пред непријатељем, за велике заслуге у организовању и руковођењу народним устанком и Народноослободилачким покретом до данашњег победоносног тренутка одликован је Орденом народног хероја. Истог дана, за народне хероје проглашена је група истакнутих партизанских бораца из Србије, међу којима су били — Ђука Динић, Жикица Јовановић Шпанац, Бора Марковић, Мика Митровић Јарац и Мирко Томић, као и Ранковићев саборац из Врховног штаба НОВ и ПОЈ и Политбироа ЦК КПЈ — Иван Милутиновић.
Орденом народног ослобођења, одликован је фебруара 1945, а Орденом јунака социјалистичког рада, 1954. године.
Одликован је и иностраним одликовањима, међу којима се истичу — грчки Орден Ђорђа I првог реда, пољски Партизански крст и Грунвалдов крст другог степена, као и совјетски Орден Кутузова првог реда, којим је одликован 5. септембра 1944. и Орден Суворова првог реда, којим је одликован 15. октобра 1945. године.
У његову част град Краљево је од 6. јула 1949. до 8. јануара 1955. носио назив Ранковићево. Првих послератних година постојала је пракса преименовања градова и места по истакнутим преминулим револуционарима и народним херојима (Зрењанин, Иванград, Кидричево, Светозарево), али и по живим функционерима, па је поред четири града (Титоград, Титов Велес, Титова Кореница и Титово Ужице) која су носила назив по Титу, град Плоче у НР Хрватској понео назив Кардељево, а Краљево Ранковићево. У циљу сузбијања култа личности, Савезно извршно веће, чији је Ранковић био потпредседник, донело је 1953. препоруку да се називима градова, улица, предузећа и установа не дају имена живих људи. У складу са овом одлуком, Ранковићеву и Кардељеву су враћени стари називи, док су имена названа по Титу задржала своје називе. У периоду док је Краљево носило име по Ранковићу, Тито и Ранковић су 7. октобра 1951, у пратњи високих државно-партијских посетили овај град.
Његово име незванично је носило, а делимично и данас носи, београдско насеље смештено на брду између Јужног булевара и Устаничке улице, које је познато и као Пашино брдо. Како је Ранковић, у току свог предратног илегалног рада живео у овом делу Београда, месна заједница формирана након Другог светског рата понела је назив Лекино брдо. Почетком 1990-их месној заједници је промењен назив у Пашино брдо, али се назив Лекино брдо задржао до данашњих дана.
Ранковићев лик се појављује у неколико филмова и ТВ серија. У ТВ филму Погрешна процена из 1987, који се бави илегалним боравком Јосипа Броза у Београду крајем 1930-их, Ранковића глуми Данило Лазовић. У мини ТВ серији Четрдесет осма — Завера и издаја из 1988, која се бави доношењем Резолуције Информбироа и почетком политичког сукоба Тита и Стаљина, Ранковића глуми Владан Живковић. У документарно-играној серији Јованка Броз и тајне службе из 2021, која се бави животом Јованке Броз, Ранковића глуми Гордан Кичић. О његовом животу снимљена је тв серија Друг Марко, која има десет епизода, а главну улогу игра Небојша Дугалић. Ранковићев лик заступљен је и у филму Чувари формуле из 2023. године, а његов лик тумачи Драган Бјелогрлић.

## Галерија
- Са Титом приликом испраћаја пољске дегације 1957.
- На сахрани Ђуре Салаја у Загребу 1958.
- Са Јосипом Брозом Титом, Слободаном Пенезићем Крцуном, Јованом Веселиновим у Неготину 1959.
- Са Титом и Ђоком Павићевићем, најстаријим народним херојем
- Са Титом и Владимиром Бакарићем у Сплиту 1962.
- Спомен-биста на гробу

## Видите још
- Анђа Ранковић
- Славка Ранковић
- Родна кућа у Дражевцу